# Alcione Milano Società Sportiva
La Alcione Milano Società Sportiva es un club de fútbol de Italia, con sede en Milán, en la región de Lombardía. Fue fundado en 1952, y compite en la Serie C, tercera categoría del fútbol italiano.

## Historia
El club fue fundad en el año 1952 en la ciudad de Milán en Lombardía, y es uno de los equipos históricos de Milán con un sistema de formación de jugadores. El Alcione en su momento tuvo como presidentes al Ernesto Pellegrini, actual presidente del Inter Milan, y a Carlo Tognoli, quien llegó a ser alcalde de Milán.
El Alcione lograría el ascenso a la Serie D en 2021 por primera vez el su historia. Dos años después, luego de terminar en segundo lugar de su grupo por detrás del FC Lumezzane, clasificaría al playoff de ascenso teniendo como entrenador a Giovanni Cusatis, pero al no conseguirlo, el Alcione pasó a ser uno de los equipos que potencialmente podían jugar en la Serie C en la temporada 2023/24 en caso de que algún equipo abandonara la liga, algo que al final no ocurrió.
El 21 de abril de 2024 el Alcione conseguiría el ascenso a la Serie C luego de ganar el Grupo A con dos partidos pendientes.